# Luca Fiamenghi
Luca Fiamenghi (Milano, 6 febbraio 1986) è un attore e conduttore televisivo italiano.

## Biografia
Nato e cresciuto a Milano, avvia la propria formazione artistica sui set di pubblicità, girando i primi spot mentre frequenta ancora il liceo scientifico.
Dopo la maturità si diploma come attore, continua i suoi studi a Londra e infine si trasferisce a Roma, dove vive tuttora.
Esordisce nel 2007 sia come attore, con piccoli ruoli a teatro e in televisione, che come conduttore televisivo sul canale musicale All Music. 
Successivamente ottiene ruoli più importanti come Max nella sit-com Quelli dell'Intervallo Cafe, in onda su Disney Channel, come Massi, uno dei ballerini protagonisti di Non smettere di sognare, la prima serie tv prodotta interamente da Mediaset e come Stephen, uno dei coprotagonisti trasversali di Un passo dal cielo 4. Nel 2018 è Nick, uno dei protagonisti di Ultimo - Caccia ai Narcos.
Partecipa inoltre a importanti fiction quali Don Matteo 7 e Don Matteo 11, Distretto di Polizia, Nero Wolfe, Il tredicesimo apostolo 2, Le mani dentro la città, Il paradiso delle signore.
Come attore in lingua inglese, è coprotagonista nelle produzioni internazionali K2 - La Montagna degli Italiani e Barabba, appare in un piccolo ruolo al fianco di James Corden nel film One Chance, diretto da David Frankel, e in Catch 22 diretto da George Clooney. 
Nel 2015 esordisce alla regia teatrale di It, Wound, Killer, Now, una raccolta di monologhi scritti da Philip Ridley in scena al Teatro Belli di Roma.

## Filmografia parziale

### Televisione
- Distretto di Polizia, regia di Alberto Ferrari - serie TV, episodio 11x24 (2012)
- Nero Wolfe - 01x08 miniserie TV (2012)
- Il tredicesimo apostolo - Serie TV, episodio 2x09 (2014)
- Catch-22 – miniserie TV (2019)